# Купянский мясокомбинат
Купянский мясокомбинат (укр. Куп’янський м’ясокомбінат) — предприятие пищевой промышленности в городе Купянск Харьковской области.

## История
Предприятие было создано в соответствии с шестым пятилетним планом развития народного хозяйства СССР и введено в эксплуатацию в 1957 году.
В советское время мясокомбинат (вместе с шестью другими мясокомбинатами области и 16 обеспечивавшими их деятельность заготовительными совхозами) входил в состав Харьковского производственного объединения мясной промышленности и являлся одним из ведущих предприятий города. Кроме того, в советское время Купянский мясокомбинат являлся одним из мест хранения глубокозамороженного мяса для государственного резерва.
После провозглашения независимости Украины мясокомбинат был передан в коммунальную собственность Харьковской области.
В дальнейшем, в условиях экономического кризиса 1990х годов положение предприятия осложнилось, в 1993 году комбинат прекратил выпуск мясных консервов из мяса птицы.
В мае 1995 года Кабинет министров Украины принял решение о приватизации Купянского мясокомбината и Купянского межрайонного объединения по откорму крупного рогатого скота в течение 1995 года, после чего государственное предприятие было преобразовано в общество с ограниченной ответственностью.
Летом 2004 года консервный цех был восстановлен и в начале сентября 2004 года комбинат возобновил производство мясных консервов из мяса птицы (кур и гусей). В это время производственные мощности предприятия обеспечивали возможность производства около 20 тыс. банок консервов и до 1 тонны колбасы в сутки.
После получения в июле 2005 года банковского кредита объёмы производства увеличились до 7 т колбасных изделий и 10 тыс. банок тушёнки в сутки, но в целом, в октябре 2005 года мощности комбината использовались на 10-15%.
Начавшийся в 2008 году экономический кризис осложнил положение предприятия. В дальнейшем, мясокомбинат длительное время не функционировал. В 2014 году производство было восстановлено: сначала начала работать бойня, а осенью 2014 года была введена в эксплуатацию технологическая линия по изготовлению консервированной тушёнки, к концу 2014 года комбинат возобновил производственную деятельность.

## Современное состояние
В состав предприятия входят цех предубойного содержания скота, убойный цех, цех первичной переработки, колбасный цех, консервный цех, цех полуфабрикатов, цех обработки шкур и холодильник.
Мясокомбинат производит убой птицы, кроликов, крупного рогатого скота и свиней и специализируется на производстве консервов в банках диаметром 78,2 мм и 99 мм. Производственные мощности предприятия обеспечивают возможность производства около 20 тыс. банок консервов и до 1 тонны колбасы в сутки.